# Troy Dumais
Troy Matthew Dumais (Ventura (Califórnia), 21 de janeiro de 1980) é um saltador estadunidense, medalhista olímpico. 

## Carreira

### Londres 2012
Troy Dumais representou seu país nos Jogos Olímpicos de Verão de 2012, na qual conquistou uma medalha de bronze, no trampolim sincronizado com Kristian Ipsen. 